# 施韦滕基兴
施韦滕基兴是德国巴伐利亚州的一个市镇。总面积53.01平方公里，总人口4906人，其中男性2569人，女性2337人（2011年12月31日），人口密度93人/平方公里。